# Stora Flatøya
Ne doit pas être confondu avec Flatøya ou Litla Flatøya.
Stora Flatøya est une île norvégienne dans le comté de Hordaland. Elle appartient administrativement à Austevoll.

## Géographie
Rocheuse et couverte d'une légère végétation, elle s'étend sur environ 451 m de longueur pour une largeur approximative de 238 m.